# Cours de survie de l'armée britannique
L'unité chargée des formations survie et évasion de l'armée britannique s'appelle la SERE Training Organization (Defense Survive, Evade, Resist, Extract), autrement connue sous le nom de DSTO. C'est une unité militaire basée sur la base aérienne RAF St. Mawgan, Cornwall au Royaume-Uni. Le DSTO est une organisation à trois services et forme le personnel des forces armées britanniques aux techniques de survie, en évitant la capture et la résistance aux interrogatoires, avant leur déploiement à l'étranger. 

## Histoire

### Contexte
La Royal Navy et la Royal Air Force disposent en leur sein de ce qui a été décrit comme une "riche histoire d'entraînement à la survie". Les équipages ont souvent été perdus en mer pendant la Seconde Guerre mondiale, avec un taux d'attrition de 80%, ce qui a déclenché le lancement de cette formation,. 
Avant la création de la DSTO, chacune des forces armées britanniques dispensait sa propre formation SERE. La RAF et la Royal Navy avaient leurs propres formations à la survie et à l'évasion alors que le service Formation à la résistance (Résistance Training Wing) dispensait une formation à la résistance en captivité commune à toutes les armées. 

#### Royal Air Force
La Royal Air Force peut retracer cette formation jusqu'en mai 1943 avec la formation de la School of Air / Sea Rescue, située près de la RAF Squire Gate dans le Lancashire. L'école a enseigné les procédures de sauvetage aux équipages de la RAF et de l'USA AF et s'est familiarisée avec l'équipement de sauvetage. Il a déménagé à RAF Calshot dans le Hampshire en 1945, quand il est devenu l'unité de formation de survie et de sauvetage, avant de déménager à RAF Thorney Island dans le West Sussex en 1946. Il a été dissous en avril 1949, mais a été remplacé par l'unité mobile d'instruction de survie et de sauvetage (SRMIU), toujours à Thorney Island, en janvier 1950. Le SRMIU dispensait une formation au personnel lors des visites annuelles aux bases aériennes de la RAF, mais cette méthode était jugée inadéquate et en 1955, l'École de recherche, de sauvetage et de survie fut créée dans le cadre de l'École de navigation aérienne n°2. L'école a déménagé à RAF Mount Batten près de Plymouth en juin 1959. À cette époque, elle a été rebaptisée École de survie et de sauvetage au combat (SCSR), reflétant l'environnement de combat dans lequel on s'attendait à mettre en œuvre ces compétences de survie et de sauvetage. RAF Mount Batten a fermé ses portes en 1992 et l'école a été relocalisée à RAF St Mawgan à Cornwall, où elle est restée depuis 2008,.

#### Royal Navy
Avant 1943, la formation et l'équipement de survie de la Royal Navy relevaient de deux qualifications dispensées par la RAF. L'importance du travail a cependant entraîné une réorganisation et la Marine s'est mise à former ses propres officiers et matelots aux techniques de survie. La nouvelle Royal Navy Survival Equipment School (RNSES) a d'abord élu domicile à Eastleigh dans le Hampshire avant de déménager dans un cantonnement amélioré à l'aérodrome de Grange (HMS Siskin) en mars 1947. En 1955, l'école a déménagé dans une ancienne école préparatoire pour garçons (Seafield Park) à Hill Head. Elle est restée à Hill Head jusqu'en septembre 1991, date à laquelle il a déménagé dans l'ancien bâtiment du Naval Aircraft Technical Evaluation Center (NATEC) du RNAS Lee-on-Solent (HMS Daedalus ). En février 1995, le RNSES est intégré à la Royal Navy Air Engineering School, rebaptisée Royal Navy Air Engineering and Survival School (RNAESS). Lorsque Lee-on-Solent a fermé ses portes en mars 1996, le RNAESS a été transféré dans un bâtiment construit à cet effet au HMS Sultan à Gosport. L'unité a été renommée le groupe d'équipement de survie et faisait partie du département de génie aérien et de survie, restant au HMS Sultan jusqu'en 2008. 

#### Groupe d'entraînement de résistance
Anciennement "4 Conduct after Capture Company (4 CAC Coy)" ou 4e compagnie de comportement en captivité, la Resistance Training Wing (RTW) faisait partie de la Joint Services Intelligence Organisation (JSIO ou unité interarmées d'organisation du renseignement), désormais dissoute, basée au Defense Intelligence Security Center Chicksands dans le Bedfordshire. Le groupe formait les personnels à la résistance aux Technique d'interrogatoire renforcée.

### Établissement
La Defense Survive, Evade, Resist, Extract (SERE) Training Organisation (DSTO) a été créée en 2008, lorsque la RAF School of Combat Survival and Rescue a été fusionnée avec le Royal Navy's Survival Equipment Group et la Resistance Training Wing. Bien que le DSTO soit une organisation à trois services, il est sous le contrôle du groupe n°22 au sein du RAF Air Command. 
Auparavant, une formation avait été dispensée sur trois sites différents dans les trois services à divers endroits tels que Chicksands et au HMS Sultan. La Royal Air Force est le chef de file de la formation axée sur l'équipage du personnel militaire au Royaume-Uni et son deuxième centre de formation (ASTC) est situé à RAF Cranwell dans le Lincolnshire. Le parrain de l'ASTC est Ray Mears, qui était lui-même dans une situation SERE lors du tournage en 2005 lorsque son hélicoptère s'est écrasé au Wyoming. Mears a réussi à récupérer tout son équipage en lieu sûr après l'incident. 

## Rôle et opérations

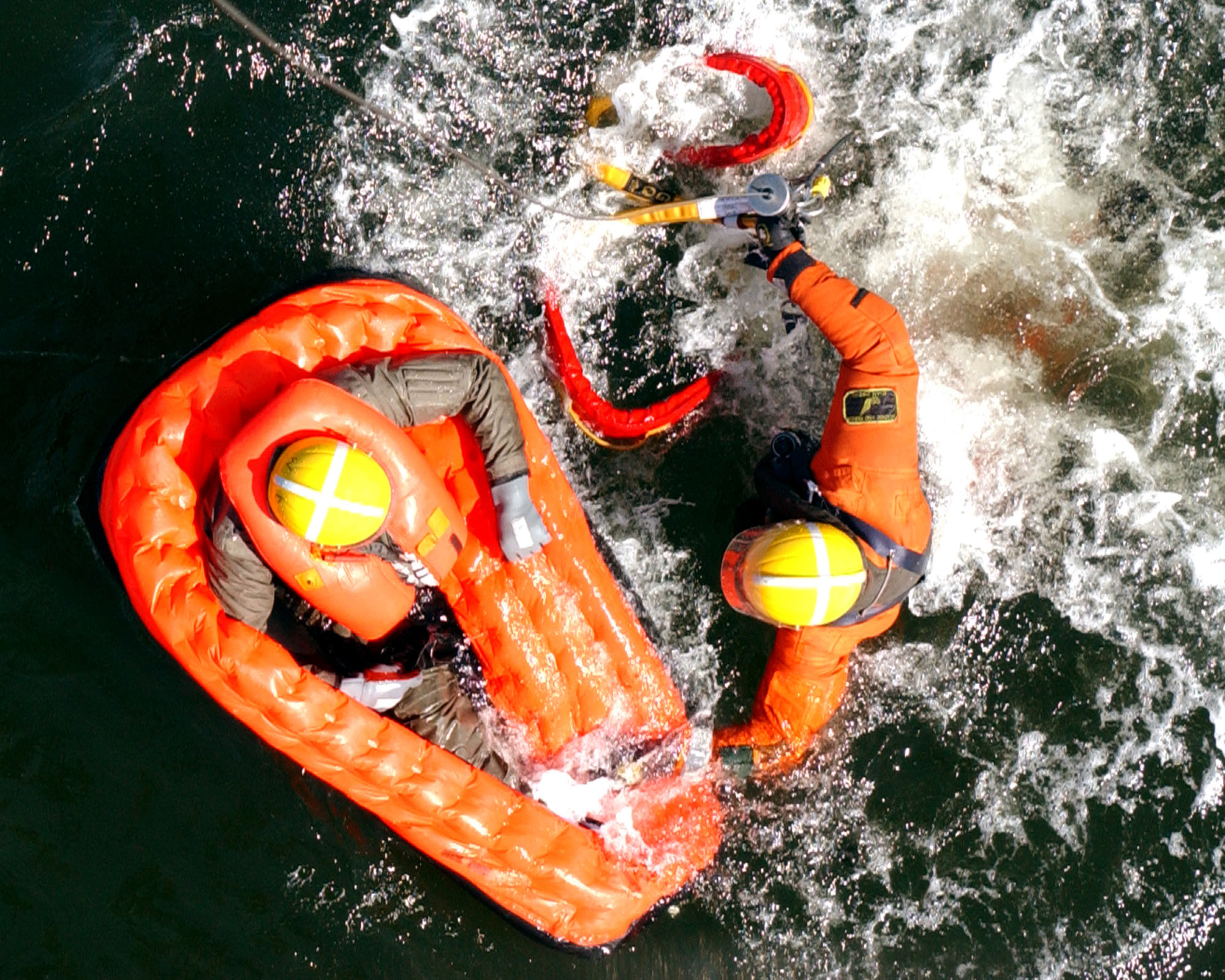
Personnel militaire pratiquant des techniques de survie et de sauvetage.

SERE est un acronyme pour Survive, Evade, Resist et Extract. Au niveau de base, il s'agit d'un aspect essentiel de la formation de tous les militaires britanniques sur une base annuelle. Le personnel de l'Armée de terre est testé dans le cadre de ses tests annuels d'entraînement militaire (MATT) pour l'ensemble de ses unités de contact (des processus similaires sont mis en œuvre par les Royal Marines et le RAF Regiment). Les personnels non jugés comme « au contact » sont amenés à visionner un DVD détaillant les méthodes SERE. 
Le personnel des forces armées britanniques qui s'entraîne à l'école SERE peut être soumis à des méthodes d'interrogatoire interdites par le droit international. Cette formation est dispensée dans des conditions strictement contrôlées et n'est dispensée que pour permettre aux stagiaires de comprendre les méthodes qui peuvent être utilisées contre eux s'ils sont capturés par des forces hostiles qui ne sont pas signataires ou adhérents de la Convention de Genève ou des conventions internationales. 
La formation SERE est obligatoire pour tous les équipages (des trois armées) et implique des exercices en mer pour ceux qui en ont besoin. L'exercice en mer implique de sauter dans la mer et de passer du temps à la dérive avant de se hisser dans un canot militaire peut être secouru. Les équipages de la Royal Navy et de la Royal Air Force le pratiquent régulièrement. La présentatrice de télévision Carol Vorderman a entrepris une formation SERE pour la partie survie en mer à RAF St Mawgan dans le cadre de sa préparation pour devenir la neuvième femme à voler en solo à travers le monde. La formation SERE est également dispensée aux équipages, car la nature de leur travail les rend vulnérables à la capture s'ils doivent renflouer ou écraser un avion en territoire hostile.

## Étudiants notoires
- Prince William, duc de Cambridge a suivi la formation dans le cadre de sa formation de survie pour être pilote d'hélicoptère [2]
- Prince Harry, duc de Sussex a suivi la formation dans le cadre de sa formation de survie pour être pilote d'hélicoptère
- Richard Branson a subi la formation de survie dans le cadre de sa tentative de record du monde en montgolfière
- Guy Martin formé à St Mawgan pour son défi de dirigeable à pédales à travers la Manche